# Samuel Goldwyn
Samuel Goldwyn, il cui vero nome era Samuel Goldfish, anglicizzazione di Schmuel Gelbfisz, il nome ebraico polacco col quale nacque (Varsavia, 17 agosto 1882 – Los Angeles, 31 gennaio 1974), è stato un produttore cinematografico polacco naturalizzato statunitense.
In quasi mezzo secolo di attività, Samuel Goldwyn produsse molti film di buon livello, specialmente nel campo del melodramma e della commedia musicale, scoprì o valorizzò grandi registi come Cecil B. DeMille e William Wyler e attori come Gary Cooper, David Niven, Danny Kaye, Lili Damita e Eddie Cantor.

## Biografia
Chassid di famiglia aschenazita, Schmuel Gelbfisz diventò Samuel Goldfish, quando, con i genitori, si trasferì per alcuni anni a Birmingham. Emigrò il 26 novembre 1898 negli Stati Uniti ma, temendo di essere respinto alla frontiera, partì per New York dal Canada, imbarcandosi in Nuova Scozia nel gennaio 1899. Dopo aver esercitato vari mestieri, nel 1910 fondò con il cognato Jesse L. Lasky (di cui aveva appena sposato la sorella Blanche) una casa di produzione cinematografica, la Jesse L. Lasky Feature Play Company, che lasciò due anni dopo.
Nel 1918, con i fratelli Edgar e Archibald Selwyn, costituì la Goldwyn Pictures Corporation. Da allora, assunse lo pseudonimo di Goldwyn, derivante dalla fusione del proprio cognome (Goldfish) con quello dei soci (Selwyn). Nel 1923 si ritirò dalla società che, con la successiva partecipazione della Metro, divenne la Metro Goldwyn e infine, con quella di Louis B. Mayer, la Metro-Goldwyn-Mayer, famosa come "la casa cinematografica del leone".

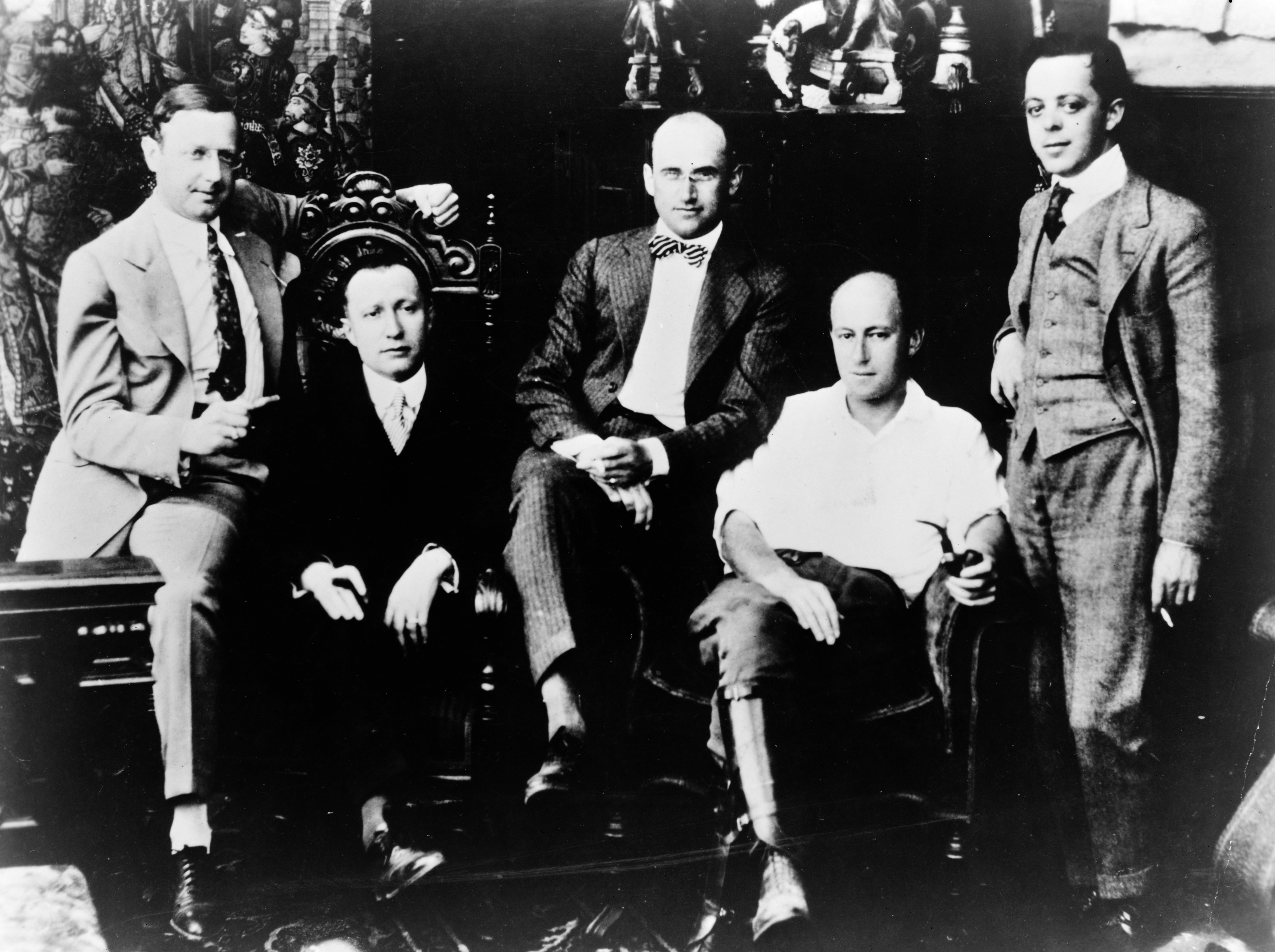
Samuel Goldwyn al centro della foto insieme a (da sinistra a destra) Jesse Lasky, Adolph Zukor (seduto), Cecil B. DeMille (seduto) e Al Kaufman

Dal 1924 in poi, Samuel Goldwyn fu produttore indipendente di numerosi film, da The Dark Angel (1925) a Follie di Hollywood (1938), da Le piccole volpi (1941) a I migliori anni della nostra vita (1946), da Sogni proibiti (1947) a Bulli e pupe (1955).
Goldwyn morì di insufficienza cardiaca nella sua casa di Los Angeles nel 1974 all'età di 91 anni.
Negli anni '80, il Samuel Goldwyn Studio fu venduto alla Warner Bros.

## Riconoscimenti
Per il suo contributo all'industria cinematografica, dal 1960 Samuel Goldwyn ha una stella sulla Hollywood Walk of Fame al 1631 di Vine Street.
Il 27 marzo 1971 il Presidente Richard Nixon lo ha insignito di un'onorificenza statunitense, la Medaglia presidenziale della libertà.

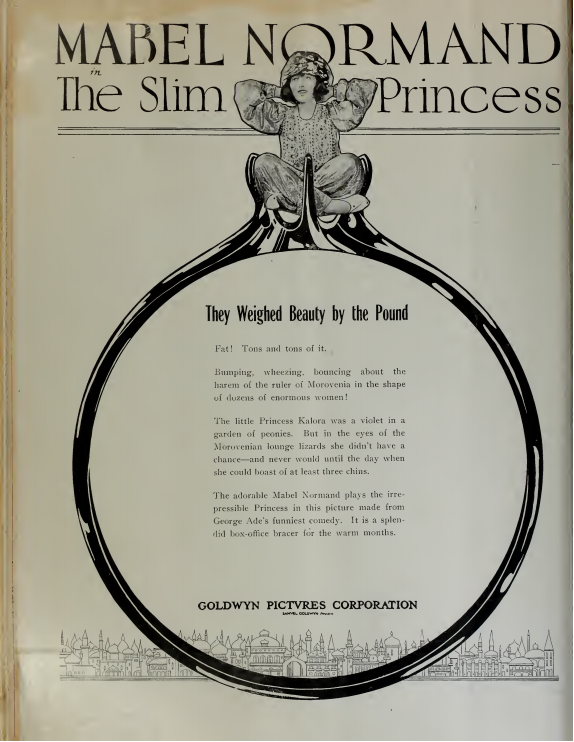
The Slim Princess, film prodotto dalla Goldwyn Pictures

Gli è stato intitolato un teatro a Beverly Hills.

## "Goldwynismi"
Oltre ai suoi notori meriti nel mondo del cinema, Samuel Goldwyn divenne anche celebre presso l'opinione pubblica anglosassone per le numerose gaffe, lapsus e nonsense involontari nei quali incappava durante le interviste. Essi vennero ironicamente chiamati "goldwynismi" (in inglese goldwynisms); fra quelli rimasti più celebri (e successivamente più citati) ci sono:
- "Un contratto verbale non vale la carta su cui è scritto" ("A verbal contract isn't worth the paper it's written on")[1]
- "Chiunque vada dallo psichiatra dovrebbe farsi vedere la testa da qualcuno" ("Anyone who goes to a psychiatrist ought to have his head examined")[1]
- "Credo che nessuno debba scrivere la propria autobiografia, se non dopo la propria morte" ("I don't think anyone should write their autobiography until after they're dead")[2]
- "Le nostre commedie non sono roba da ridere" ("Our comedies are not to be laughed at ")[1]
- "Non indosso mai un paio di scarpe se prima non le ho portate per almeno cinque anni" ("I never put on a pair of shoes until I've worn them at least five years")[2]
- "Non date retta ai critici! Non degnatevi nemmeno d'ignorarli!"

Tuttavia, la battuta "Includetemi fuori" (che ha anche dato il titolo all'omonimo libro di Romano Bertola) e che spesso viene attribuita a Goldwyn, non è stata mai pronunciata dal produttore e nessuna fonte che raccoglie le sue citazioni o interviste la riporta.